# Pincevent

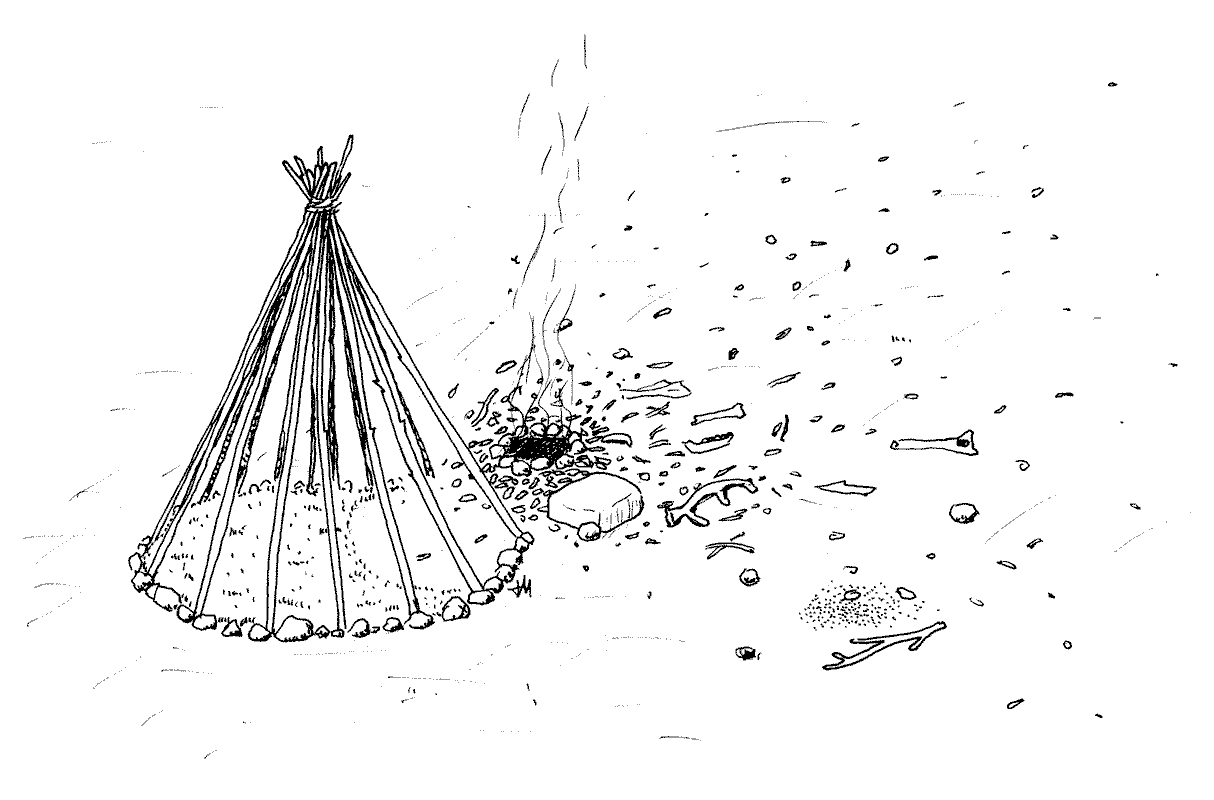
Rekonstrukcja szałasu ze stanowiska

Pincevent – otwarte stanowisko archeologiczne kultury magdaleńskiej, położone nad brzegiem Sekwany w gminie La Grande-Paroisse w północnej Francji.
Eksplorację obejmującego powierzchnię 2 hektarów stanowiska rozpoczęła w 1964 roku ekipa pod kierownictwem André Leroi-Gourhana i Michaela Brezillona. W trakcie prac archeologicznych wyodrębniono cztery poziomy kulturowe datowane na okres Dryasu II (ok. 12 tys. lat temu). Szczególne znaczenie dla nauki miały badania w sektorze 36 stanowiska, które pozwoliły na opracowanie pełnego modelu obozowiska magdaleńskiego. Obozowiska w Pincevent użytkowane były od początku lata do poziomu zimy. Składały się standardowo z trzech szałasów, z których każdy posiadał ulokowane przy wejściu ognisko i strefy przeznaczone na działalność gospodarczą oraz składowisko odpadków. Prace wykopaliskowe dostarczyły znalezisk narzędzi krzemiennych oraz kości zwierząt, w przeważającej większości reniferów.